# 重装机兵 (游戏)
《重装机兵》（中国大陆又译作）是一款运行于FC平台的角色扮演游戏。本作是重装机兵系列的第一部作品，由Crea-Tech出品，Data East发行于1991年5月24日。在1995年9月29日，于SFC平台的重制版《重装机兵 回归》发售，《重装机兵》和《重装机兵 回归》均由Enterbrain发布Wii平台的官方模拟器。游戏续作《重装机兵2》1993年发售于SFC平台。FC原版在日本售出约15万份。

## 设定
《重装机兵》是开放式角色扮演游戏的早期代表作，由于游戏任务的完成顺序并非单一主线，因而玩家可以自由决定访问游戏世界各处的顺序。玩家的行动决定着游 戏的结局，并还可以在几乎任何时间结束游戏，甚至能够在结束后继续游戏。在人物方面，除了第一主角猎人外，游戏还有机械师和士兵两名角色，而且此二人的加入 也并非强制的。游戏另的一大特色就是战车系统，而战车除了可以升级装备外，还能由玩家自由改装车身和武器。

### 战车
《重装机兵》的一大特色就是人战与车战的双作战系统，在游戏中，每名角色都可以乘坐一辆战车。威力强大的战车既可以对敌人进行重创，又能保护车内的角色不受伤害。在游戏中一共有八辆战车供玩家收集。
每辆战车都有自己的底盘，其它部件都装在它上面，同时底盘上还有三种不同的炮孔用来安装相应的武器。战车的负载量由引擎种类决定，除了各种装备外，保护战车的装甲片也有一定的重量，当战车超载后将无法移动了。C装置是战车的火控系统，决定战车的命中率和回避率。上述三者都是战车的必须部件，如果有其一缺少或是严重受损，战车将正常无法使用。
除了基本部件外，当战车的底盘开有相应的炮孔时，就可以安装对应的攻击武器了。主炮是战车的主力武器，攻击力大但弹药有限，一旦炮弹被打光就无法攻击了。副炮无须担心其弹药，且部分副炮攻击范围较广，但其攻击力较低；此外，一些副炮还可以安装到主炮炮位上。S-E（“特殊装备”的略称）攻击力大且杀伤广泛，但武器笨重，弹仓容量小且炮弹昂贵。此外，除了武器本身的弹仓，战车地盘上还有特殊炮弹仓，可以存放各具特色的特殊炮弹，如烟幕弹，汽油弹等；特殊炮弹需要由主炮发射。
战车的外部覆盖着一定重量的装甲片，这些装甲片可以保护战车的零件不至被攻击受损。当战车受到攻击时，装甲片会脱落，而当装甲片全部掉完后，失去保护的战车虽能战斗却很容易受损。零件的损坏程度也有轻重之分，轻度受损的零件仍能带病工作，而一旦发展为严重受损，就彻底无法使用了。损坏的装备可以由机械师和战车修理段修理；此外，如果战车受损后无法移动，也可以由其他战车牵引至修理店修复。
除了装备外，战车也有与人类道具互相独立的战车道具系统，战车道具可以在地图上或战斗中使用。游戏中的战车道具多种多样，除了实用的道具外，还包括一些休闲类道具。有时，战车上会产生一些难以去除的垃圾，这些可以通过洗车来清理。

### 战斗

图为游戏的人车双战斗系统，第一位角色驾驶战车进行攻击，第二位角色肉身作战。

在游戏中，除了随机敌人、事件战BOSS外，还有可以领取奖金的赏金首。在各个城镇都有着贴到墙上的通缉令，在赏金首的图像下面写着可观的赏金数，当玩家击败赏金首后就可以领取额外的赏金。
游戏引入了人战与车战的双作战系统。当一场战斗打响后，屏幕两边会分别显示对峙的双方，如果某角色是乘战车时遇敌，战斗画面就会显示这辆战车，玩家就可以操控战车上的大炮攻击敌人。当战车受到攻击后，装甲片（SP）就会减少，而车内人物一般不会受伤。同时，如果需要使用人类武器，玩家和可以通过“乘降”命令让其下车。当所有角色的HP都为0时，战斗即以失败告终，猎人会被自动送至明奇博士处复活，其他角色则会回到入队的地点。战斗胜利后玩家会得到经验与金币，还会有一定几率得到怪物掉落的物品。

## 剧情
在大破坏的背景下，游戏的主人公为一个住在拉多的男孩，渴望出去冒险，遭到父亲的拒绝而被赶出家门。离开家的主角在拉多南面的山洞中发现一辆战车，却被一条红色战狗守护着，在知名赏金猎人红狼的帮助下，主角得到了自己的战车，向外面的世界出发。在麦基南方的波布，主角结识了热爱战车的机械师，穿过了为了抵御怪物而建造的巨型炮阵地后，两人到达了依荒废建筑而居的奥多，在这里遇见了一个红发女士兵，女士兵被红狼打败，决定加入主角一行报仇。
三人在路上继续冒险，也打倒了各地的通缉犯。旅行中也见证了强大的红狼为了心爱的女友而被卑鄙的戈麦斯暗算而死，红狼的爱人妮娜为红狼殉情等场面。后来主人公们得知了“诺亚”这个名字，在地狱门关卡北方的地球救济中心地下室，通过科学家们遗留下来的记录和与诺亚的对话他们得知：科学家们为了拯救环境日益恶劣的地球，满怀希望的制造了一台超级计算机，希望通过计算找到解救地球的方法；然而，随着诺亚的无数次的演算，却得出来了只有消灭人类才能拯救世界的结论。最终，主角们为了拯救世界而消灭了诺亚。

## 开发
1990年11月21日，Famicom的后继机种Super Famicom问世。这固然是宣告超任华丽绚烂时代的到来，其实也是FC行将就木的丧钟（至少在日本本土是如此）。 然而，就在半年之后的1991年5月24日，却有一款充满异色的RPG于FC平台问世——这便是Crea-Tech出品、DATA EAST发行的METAL MAX。
自1986年日本国民游戏《勇者斗恶龙》以后，凡是RPG总难跳出DQ式剑与魔法，勇者与恶龙的老路。《最终幻想》虽以《勇者斗恶龙》的对手面目出现，其实此时也不过是承继英雄破国救国之滥殇。而就在这FC迟暮之年，MM以毅然决然的反叛者面目出现，喊出了“斗龙已经斗腻了！”、“玩人与战车的RPG，METAL MAX！”，如此响亮的革命口号，不得不说是一个伟大的革新。
这种变革当然绝非纸上空谈，无论从背景架构，系统设计还是情节编排上，MM都可说是对以往RPG类型的一次颠覆。时代背景不再是类中世纪的奇幻风格，取而代 之的是苍凉而不失黑色幽默的末世近未来。系统独创性的采用了人与战车两套战斗系统，配合以不同武器装备的搭配与升级，使玩家沉浸在改造的乐趣中不能自拔。 剧情编排上，更是别具匠心。超高的自由度，开放式的结局，用笔简单而刻画深刻的煽情桥段，皆是玩家津津乐道之处。
是以，MM获1991年度Fami通系统制作赏，荣登1991年度FC部原创作品第一位，确实是实至名归。
然而，正如前文所提，时间已是1991年，FC在日本已半截入土，号召力大不如前。MM虽是获得好评也捧了大奖，但销售业绩并不乐观。相较于游戏设计师宫冈宽的雄心壮志而言，区区十二万的销量真是有些不堪。不过在另一方面，宫冈领衔的Crea-Tech随即将精力投入开发重装机兵2上，平台定位在当时正如日中天的Super Famicom。

### 移植版
MM1后期开发进度相当紧张，为了赶着上线生产，不少构想都遗憾地放弃了。或许是心有不甘，在MM2取得成功后，Data East将MM1外包给了一家名为空想科学的公司进行重制。空想科学出色地完成了工作，两年后的1995年，一款近乎完美的作品呈现在玩家眼前，这便是Metal Max Returns。
虽然是初代的重制作品，但MMR绝非简单地将MM1移植至高位平台的无诚意之作。声光效果的提升自不待言，更是对系统进行了大幅度的改良。除了继承了MM2战车武器改造的系统外，尤其强调了C装置的功用。C装置不仅只是影响战车攻击、回避的操控装置，更增加了“迎击”、“援护”、自动归返等实用的功能。不仅使战斗中的战术应用更灵活多变，也使得以前仅作为移动仓库的牵引车在战斗中也发挥了很大的作用。
除此之外，2代的BS机系统在本作中也得到了加强，可在游戏过程中下载新的软件，使得BS机的功能更加完善。初代的一些系统菜单都整合进了BS机目录，并新增了战车回收、战车租赁、怪物跟踪等新功能，这在增强游戏趣味性的同时，也使得MM的世界观设定更加真实细腻了。
Metal Max Returns是一部诚意十足的复刻作品，游戏素质比之同时期一些名厂大作也不遑多让。可惜的是，不知是发行方Data East宣传策略不当，还是游戏本身特色还不能为大多玩家接受，游戏销量并未如预期那样再创新高。根据Fami通杂志统计，MMR总销量在17万份左右。本来这也无需介怀，因为从复刻的诚意我们可以看出，MM系列正在被致力打造成一流的RPG。但当时的人们无法预料这之后长达十年的沉沦，而MMR也成了Data East系重装机兵作品的绝响。

## 评价
Fami通评论道：战车改造的设定很吸引人，登场的人物形象都很丰满，游戏的剧情流、起伏；但创新的人车双战模式则显得十分古怪，且游戏缺少强烈的悲喜成分。

## 脚注
1. ↑  Anar-Isil. . STEEL RALLY. 2007-12-27  [2011-05-22]. （原始内容存档于2018-08-11） （中文（简体））.
2. ↑  Random. . 天幻网专题. 2008-10-29  [2011-05-22]. （原始内容存档于2020-02-03） （中文（简体））.
3. 1 2  . 任天堂. 2010-04-23  [2011-05-22]. （原始内容存档于2019-09-09） （日语）.
4. ↑  . ENTERBRAIN, INC./CREA-TECH.   [2011-11-13]. （原始内容存档于2011-11-07） （日语）.
5. ↑  Random. . 天幻网专题. 2008-10-29  [2011-05-22]. （原始内容存档于2020-01-27） （中文（简体））.
6. ↑  . Impress Watch.   [2011-05-22]. （原始内容存档于2013-06-28） （日语）.
7. 1 2  zzpanke; Anar-Isil. . STEEL RALLY. 2009-08-15  [2011-11-26]. （原始内容存档于2011-02-04） （中文（简体））.
8. ↑  . 日本: Data East. 1991: 28 （日语）.
9. ↑  . 日本: Data East. 1991: 54–56 （日语）.
10. ↑  . 日本: Data East. 1991: 11 （日语）.
11. ↑  . 日本: Data East. 1991: 42 （日语）.
12. ↑  . 日本: Data East. 1991: 44 （日语）.
13. ↑  . 日本: Data East. 1991: 39 （日语）.
14. ↑  . 日本: Data East. 1991: 36 （日语）.
15. ↑  . 日本: Data East. 1991: 41 （日语）.
16. 1 2  . 日本: Data East. 1991: 37 （日语）.
17. ↑  . 日本: Data East. 1991: 38 （日语）.
18. ↑  . 日本: Data East. 1991: 52–53 （日语）.
19. 1 2  . 日本: Data East. 1991: 47 （日语）.
20. ↑  . 日本: Data East. 1991: 46 （日语）.
21. ↑  . 日本: Data East. 1991: 17 （日语）.
22. ↑  . 日本: Data East. 1991: 34 （日语）.